# Gloria Wigney
Gloria Wigney (Gloria Janet Wigney, geb. Cooke; * 17. November 1934 in Stanmore, New South Wales) ist eine ehemalige australische Hürdenläuferin, die sich auf die 80-Meter-Strecke spezialisiert hatte.
Bei den Olympischen Spielen 1956 in Melbourne wurde sie Sechste, und bei den British Empire and Commonwealth Games 1958 gewann sie Bronze. 1960 schied sie bei den Olympischen Spielen in Rom im Vorlauf aus.
1958 und 1960 wurde sie nationale Vizemeisterin.